# 함박눈
함박눈은 눈의 결정이 떨어지면서 서로 달라붙어서, 눈송이가 매우 커진 눈이다. 함박눈의 지름은 보통 1cm 정도이며, 습기가 많아 잘 뭉쳐지며 잘 쌓인다. 싸락눈보다 잘 뭉쳐진다.